# كانون 60 دي

## المواصفات
- 18 ميقا بكسل
- شاشة بحجم 3 إنش عالية الدقة ومتحركة
- تصوير فيديو Full HD بصيغة 1080p أو 720p
- ISO 100–6400
- أقل وزنا من سابقتها 50D بواقع 8%
- يتوفر فيها تحكم لاسلكي بالفلاش كما في 7D
- تلتقط 58 صورة في الدقيقة
- مدخل HDMIg
- تستخدم ذاكرات SD وليس كوباكت فلاش

## معرض الصور

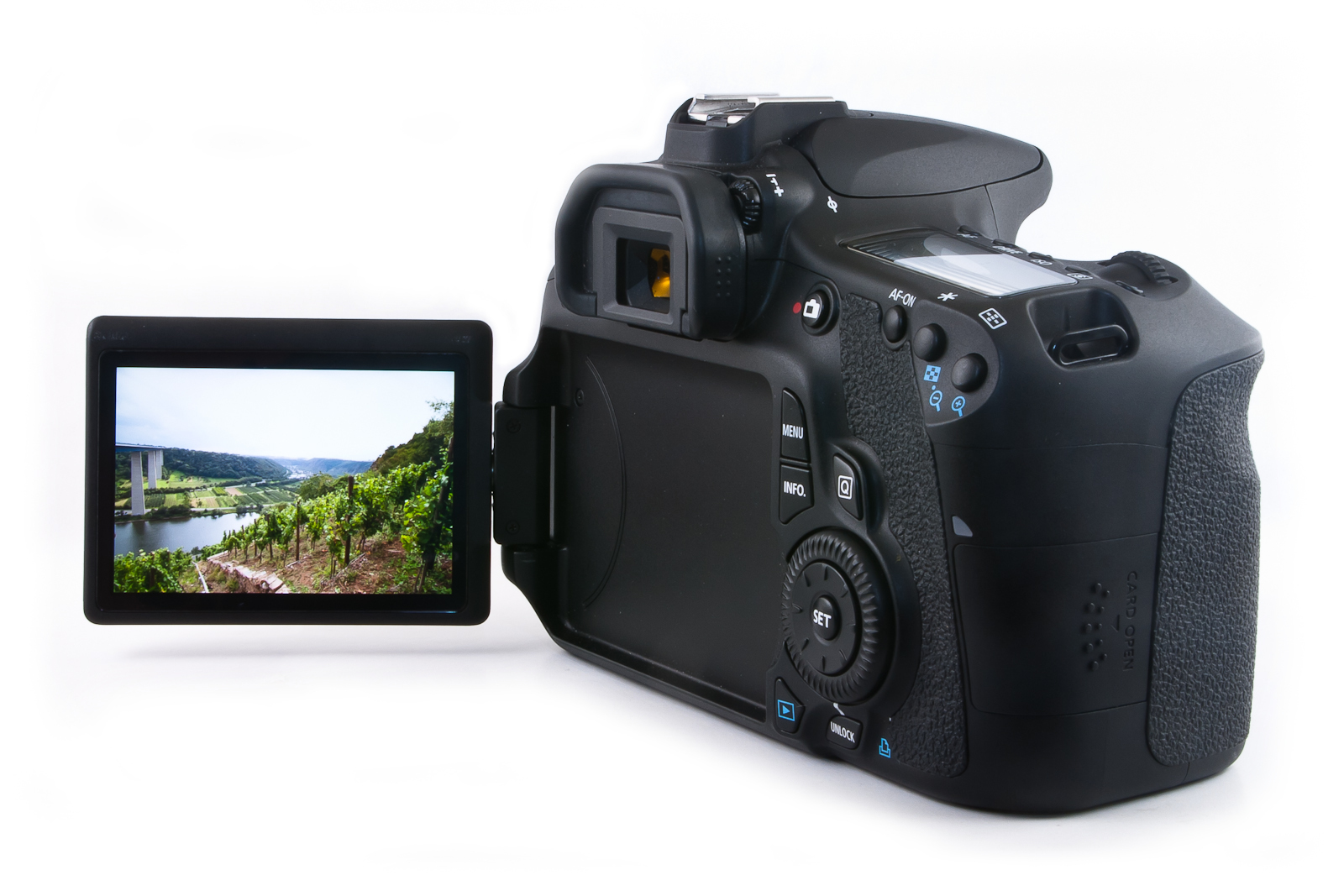
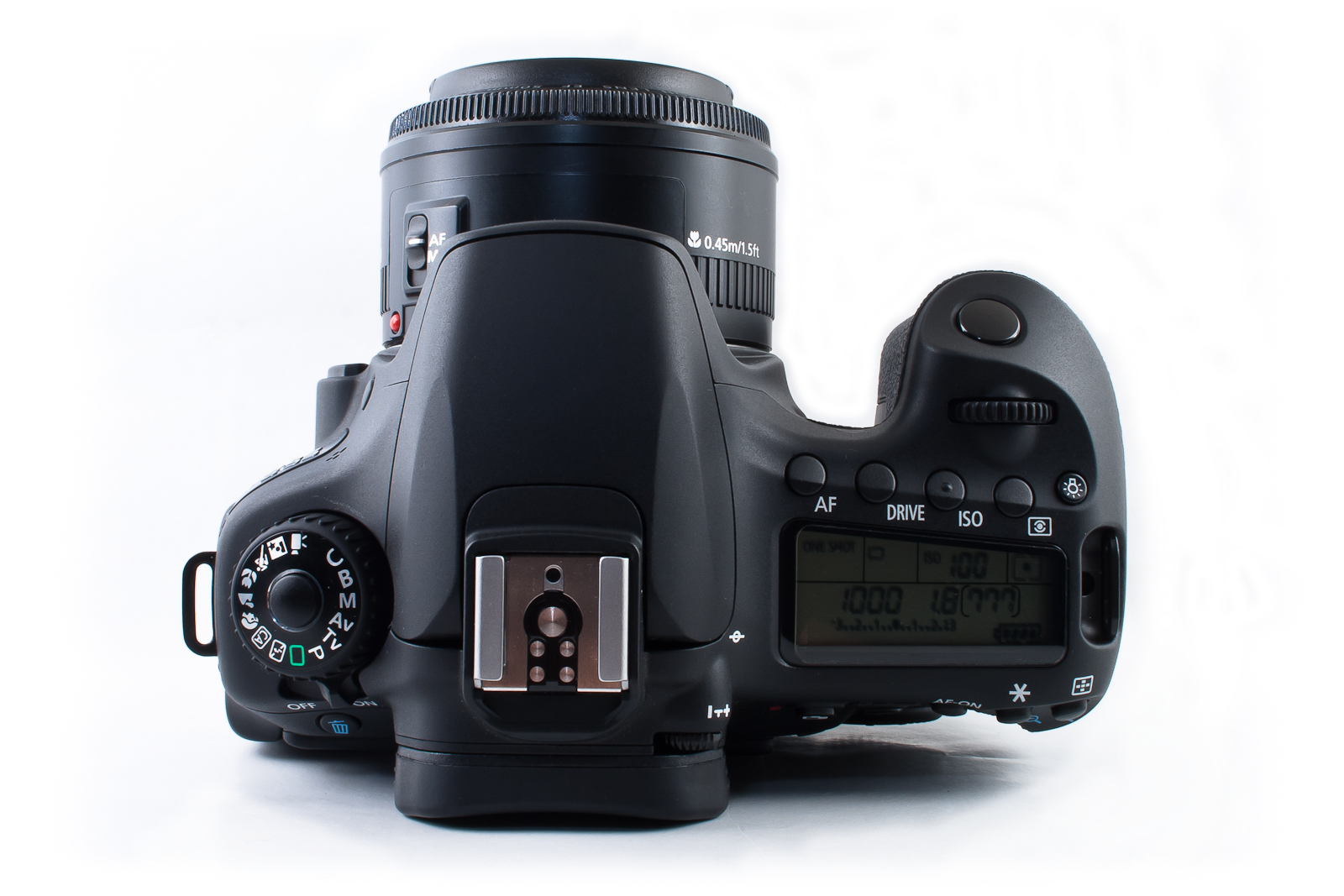
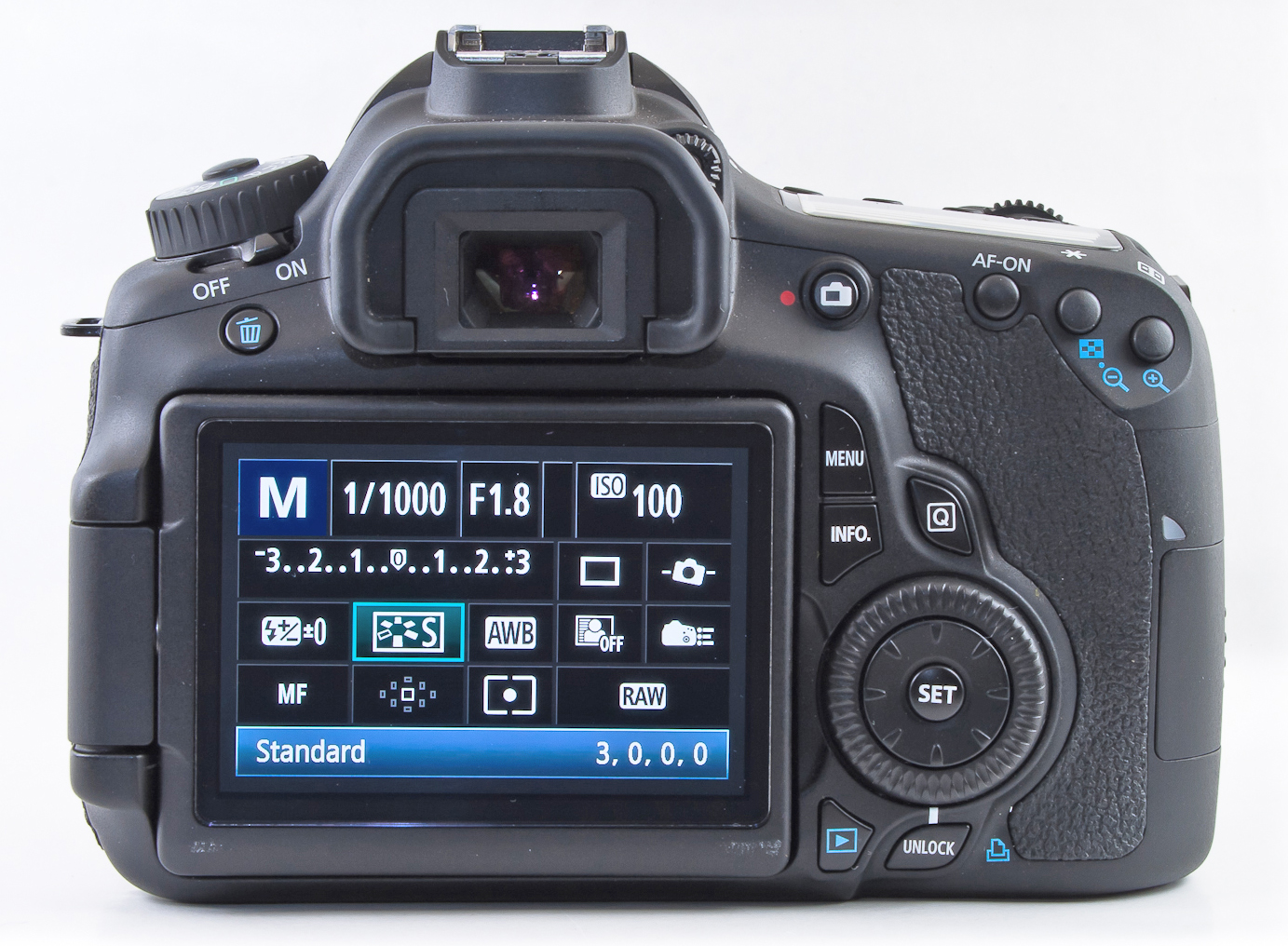
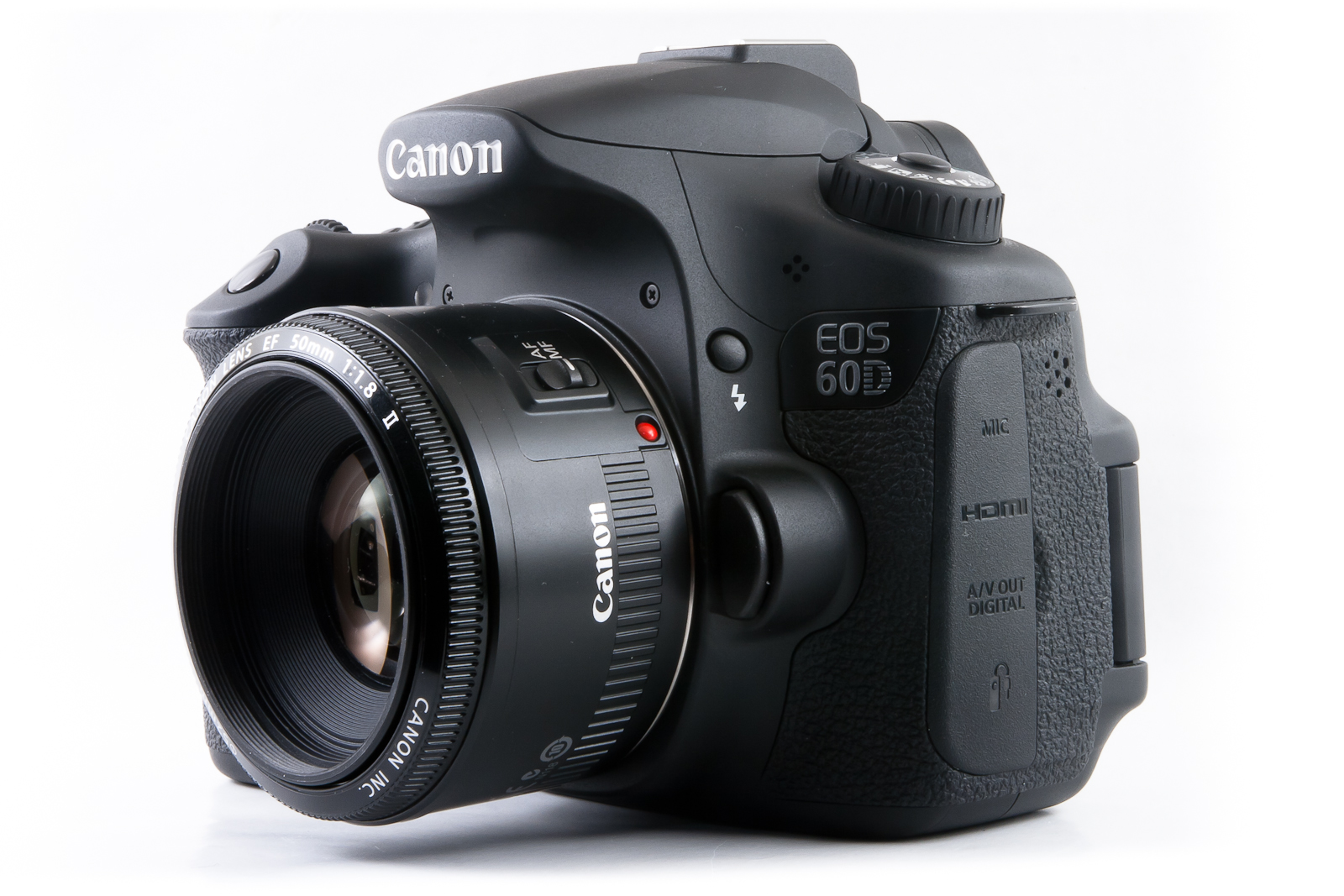